# Trnové
 (signalé en mai 2025).
Si vous disposez d'ouvrages ou d'articles de référence ou si vous connaissez des sites web de qualité traitant du thème abordé ici, merci de compléter l'article en donnant les références utiles à sa vérifiabilité et en les liant à la section « Notes et références ».
- Archive Wikiwix
- Bing
- Cairn
- DuckDuckGo
- E. Universalis
- Gallica
- Google
- G. Books
- G. News
- G. Scholar
- Persée
- Qwant
- (zh) Baidu
- (ru) Yandex
- (wd) trouver des œuvres sur Wikidata

Trnové est une ville du Nord-Ouest de la Slovaquie, située environ 7 kilomètres au sud-est de la ville de Žilina.

## Histoire
Le centre-ville a d'abord été construit comme un village en 1393.

## Géographie
La ville compte environ 3 500 habitants.
Le centre-ville offre une belle vue sur le massif de la Petite Fatra (slovaque : Malá Fatra). C'est aussi un point d'accès à ces montagnes.
L'Église Saint Georges de Trnové (sk) est une église catholique et gothique en bois construite au XVe siècle.